# رونالد سندرز
رونالد سندرز (انگلیسی: Ronald Sanders) تدوینگر و تهیه‌کننده تلویزیونی اهل کانادا است.
سندرز برای فیلم‌های شباهت کامل (۱۹۸۹)، تصادف (۱۹۹۶)، اگزیستنس (۲۰۰۰) و قول‌های شرقی (۲۰۰۷) برندهٔ جایزه جینی (به انگلیسی: Genie Awards) شد. وی با دیوید کراننبرگ متناوباً همکاری داشته و از سال ۱۹۷۹ بیشتر فیلم‌های وی را تدوین کرده‌است.